# Кроткая (фильм, 1967)
«Кроткая» (чешск.: Krotká) — чехословацкий телефильм 1967 года режиссёра Станислава Барабаша, экранизация одноимённой повести Ф. М. Достоевского.

## Сюжет
Трагическая история погубленной и погибшей любви, угасания чувств и угасания жизни — история пожилого владельца ссудной кассы и его молодой жены.

## В ролях
- Магда Вашариова — жена Сурова
- Цтибор Филчик — Суров, пожилой владелец ссудной кассы
- Ольга Адамчикова — экономка
- Антон Мрвечка — офицер
- Хана Сливкова — Дуняша

## Фестивали и награды
Гран-при за высокие художественные достоинства на VIII Международном фестивале телевизионных фильмов в Монте-Карло.